# Chantada
Chantada is een gemeente in de Spaanse provincie Lugo in de regio Galicië met een oppervlakte van 177 km². Chantada telt 8.431 inwoners (1 januari 2016). Het is de hoofdstad van de comarca Chantada.

## Impressie

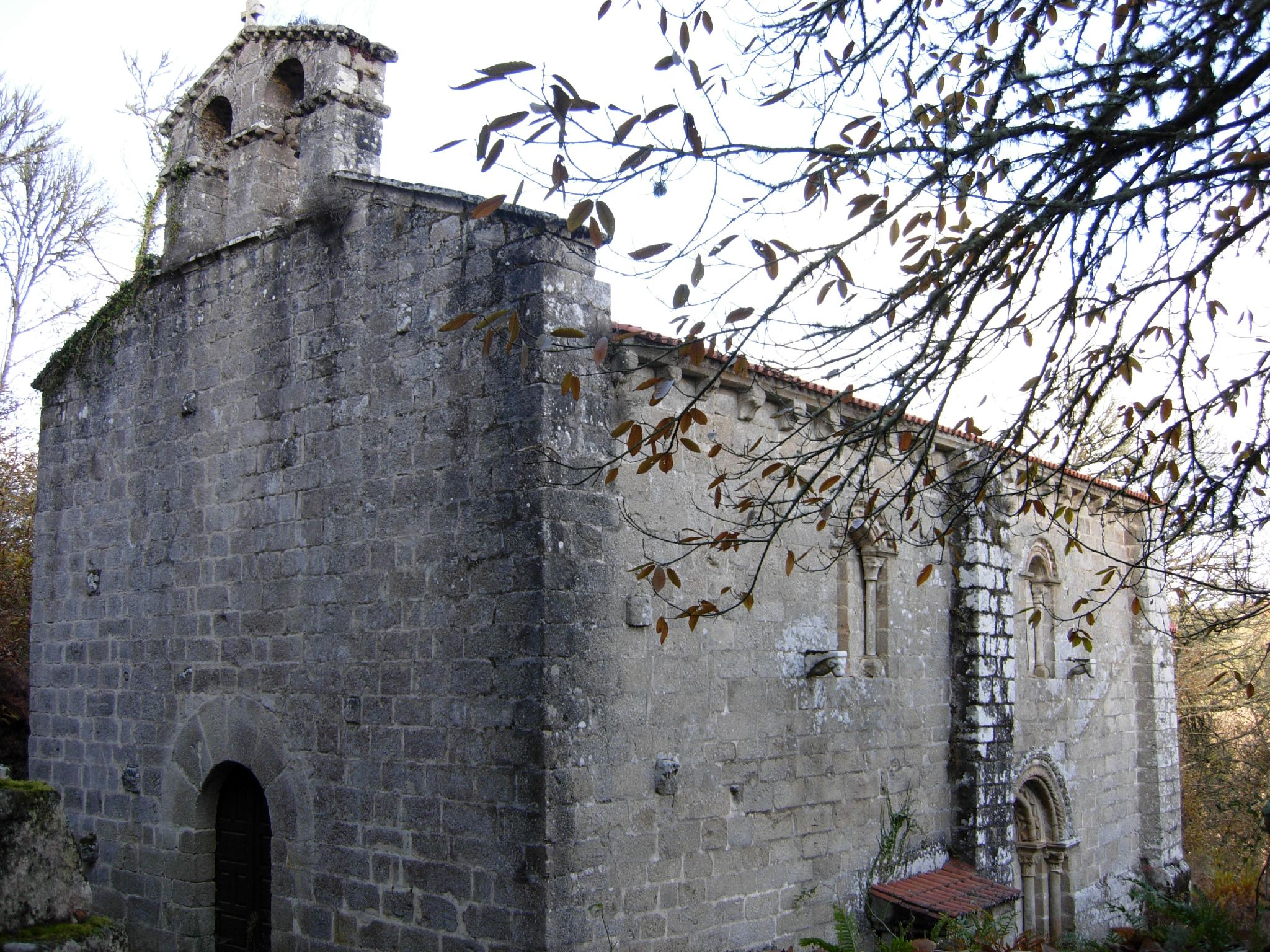
Kerk van Santa María de Pesqueiras
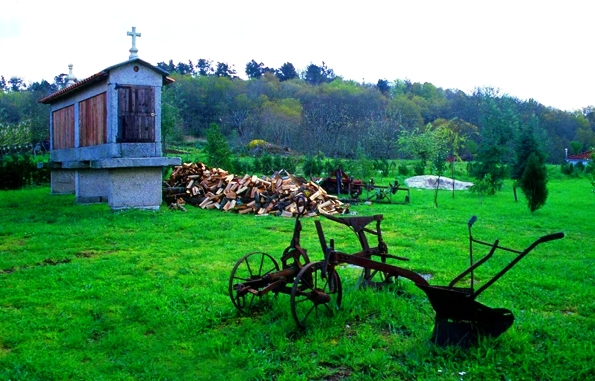
Vilamor, Chantada
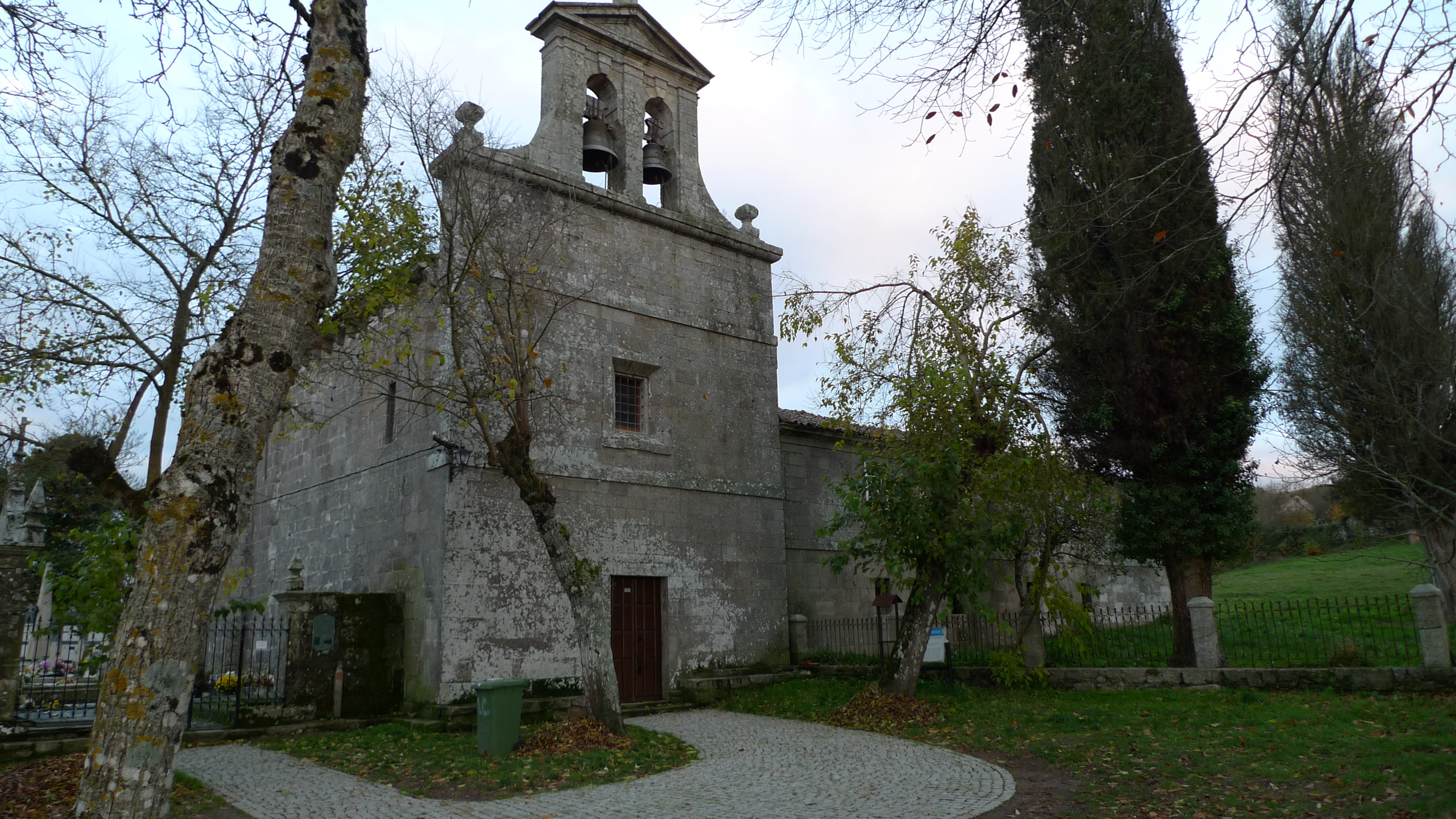
San Salvador de Asma
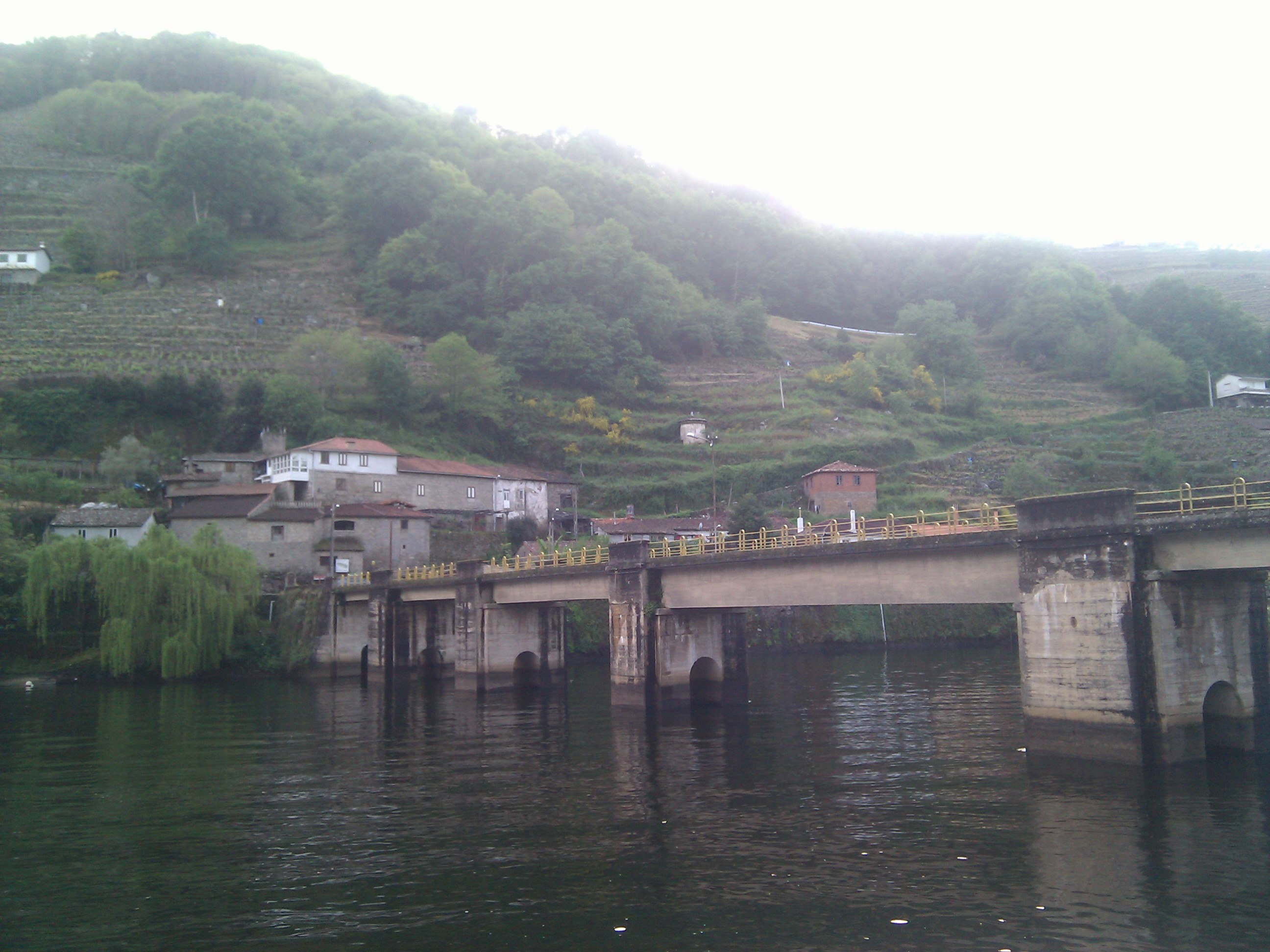
Belesar

## Demografische ontwikkeling
Bron: INE, 1857-2011: volkstellingen
Abadín · Alfoz · Antas de Ulla · Baleira · Baralla · Barreiros · Becerreá · Begonte · Bóveda · Burela · Carballedo · Castro de Rei · Castroverde · Cervantes · Cervo · Chantada · O Corgo · Cospeito · Folgoso do Courel · A Fonsagrada · Foz · Friol · Guitiriz · Guntín · O Incio · Láncara · Lourenzá · Lugo · Meira · Mondoñedo · Monforte de Lemos · Monterroso · Muras · Navia de Suarna · Negueira de Muñiz · As Nogais · Ourol · Outeiro de Rei · Palas de Rei · Pantón · Paradela · O Páramo · A Pastoriza · Pedrafita do Cebreiro · A Pobra do Brollón · Pol · A Pontenova · Portomarín · Quiroga · Rábade · Ribadeo · Ribas de Sil · Ribeira de Piquín · Riotorto · Samos · Sarria · O Saviñao · Sober · Taboada · Trabada · Triacastela · O Valadouro · O Vicedo · Vilalba · Viveiro · Xermade · Xove